# Rhacocleis trilobata
Rhacocleis trilobata är en insektsart som beskrevs av Scott LaGreca och Messina 1974. Rhacocleis trilobata ingår i släktet Rhacocleis och familjen vårtbitare. Inga underarter finns listade i Catalogue of Life.